# Diocesi di Perperene
La diocesi di Perperene (in latino: Dioecesis Perperensis) è una sede soppressa del patriarcato di Costantinopoli e una sede titolare della Chiesa cattolica.

## Storia
Perperene, nella provincia di Smirne in Turchia, è un'antica sede episcopale della provincia romana di Asia nella diocesi civile omonima. Faceva parte del patriarcato di Costantinopoli ed era suffraganea dell'arcidiocesi di Efeso.
La diocesi è documentata nelle Notitiae Episcopatuum del patriarcato di Costantinopoli fino al XII secolo con il nome di Perperine o con quello di Teodosiopoli.
Michel Le Quien attribuisce a questa sede il vescovo Pollione, che prese parte al primo concilio ecumenico celebrato a Nicea nel 325. Tuttavia, nelle liste conciliari edite da Heinrich Gelzer, Heinrich Hilgenfeld e Otto Cuntz nel Patrum nicaenorum nomina Latine, Graece, Coptice, Syriace, Arabice, Armeniace, l'unico Pollione che prese parte al concilio niceno era vescovo di Bagi nella provincia di Lidia e non di Perperene.
Al concilio di Efeso del 431 prese parte il vescovo Eutichio di Teodosiopoli. L'identificazione di questa sede crea dei problemi, perché nella provincia di Asia erano tre le città che, in un momento della loro storia, ebbero il nome di Teodosiopoli. Se si esclude Euaza, che nel concilio del 431 era rappresentata dal vescovo Eutropio, restano Nea Aule e Perperene; entrambe possono essere la sede del vescovo Eutichio.
Tra il 449 e il 451 in diverse occasioni è documentato Paolino, vescovo di Teodosiopoli. L'8 aprile 449 era presente nel battistero della cattedrale di Costantinopoli quando l'imperatore Teodosio II comunicò a un gruppo di vescovi la volontà di arrivare a una revisione del processo che l'anno prima aveva condannato il monaco Eutiche. Paolino prese parte al sinodo celebrato il 13 aprile successivo dove, contro il parere dell'imperatore, i vescovi rinnovarono la loro condanna di Eutiche. Un nuovo concilio fu celebrato a Efeso nell'agosto del 449, per rivedere nuovamente la sentenza contro Eutiche e i suoi sostenitori; il nome di Paolino di Teodosiopoli è menzionato in 86ª posizione nella seduta del 22 agosto. Infine, Paolino fu ancora presente al concilio di Calcedonia del 451; due versioni, una latina e una siriaca, della lista delle sottoscrizioni della seduta del 25 ottobre riportano la soscrizione di "Paolino vescovo di Perperene". È questa la sola indicazione che permette di identificare la sede di Paolino di Teodosiopoli con quella di Perperene.
Non sono più noti vescovi di Perperene fino al XII secolo, quando Ciriaco partecipò al sinodo di Efeso del 1167, indetto per confermare le decisioni del concilio celebrato a Costantinopoli l'anno precedente, dove si era discusso del contenuto teologico e del significato del passo biblico del vangelo di Giovanni 14,28.
Dal 1933 Perperene è annoverata tra le sedi vescovili titolari della Chiesa cattolica; il titolo finora non è stato assegnato.

## Cronotassi dei vescovi greci
- Pollione ? † (menzionato nel 325)
- Eutichio ? † (menzionato nel 431)
- Paolino † (prima del 449 - dopo il 451)
- Ciriaco † (menzionato nel 1167)